# Karel Chlad
Karel Chlad (* 20. května 1948) je bývalý český fotbalista. Po skončení aktivní kariéry působil jako trenér.

## Fotbalová kariéra
V československé lize hrál za TJ SU Teplice. Nastoupil ve 2 ligových utkáních. Gól nedal.

## Ligová bilance
| Ročník                                   | Zápasy | Góly | Klub       |
| ---------------------------------------- | ------ | ---- | ---------- |
| 1. československá fotbalová liga 1966/67 | 1      | 0    | SU Teplice |
| 1. československá fotbalová liga 1967/68 | 1      | 0    | SU Teplice |
| CELKEM 1. liga                           | 2      | 0    |            |